# Beto Barbosa
Raimundo Roberto Morhy Barbosa (Belém, 27 de fevereiro de 1955), mais conhecido como Beto Barbosa, é um cantor e compositor brasileiro de ascendência libanesa.
Considerado o Rei da Lambada, surgiu na década de 1980. Famoso compositor de "Adocica", um de seus grandes sucessos que vendeu cerca de três milhões de cópias. Ao longo de sua carreira, gravou 10 LPs e 11 CDs.[carece de fontes?] Ganhou diversos prêmios, como o Troféu Imprensa.
Em 2022, Beto Barbosa foi um dos participantes da segunda temporada do talent show The Masked Singer Brasil, exibido pela Rede Globo, com o personagem "Boto", sendo o quarto eliminado.